# Любарський Юрій Валерійович
Ю́рій Вале́рійович Любарський (нар. 13 листопада 1968, Миколаїв (Миколаївська область)) — суддя-рефері Федерації боксу України, суддя міжнародної категорії AIBA. 

## Життєпис
Юрій Любарський народився 13 листопада 1968 року в Миколаєві.
З 1976 року всі 10 років навчався в миколаївській ЗОШ № 5 (нині 1-ша Українська гімназія), яку закінчив в 1986 році зі срібною медаллю. В юності активно займався багатьма видами спорту, в тому числі й боксом. У 1994 році закінчив Миколаївський кораблебудівний інститут. 1987—1989 роки служби в Радянській армії. З 2006 по 2011 тренер з боксу.
З березня 2012 суддя національної категорії, а з травня 2014 року суддя міжнародної категорії AIBA.
Неодноразово визнавався найкращим суддею на міжнародних турнірах і чемпіонатах України.
У 2015—2016 роках голова колегії суддів з боксу України.
Нині голова колегії суддів з боксу Миколаївської області.